# アクトインディ
アクトインディ株式会社（英: Actindi, Inc.）は、東京都港区に本社を置くウェブメディア運営会社である。
2003年、日本で最初期に、ネットを通じて葬儀会社を紹介する事業「葬儀サポートセンター」を開設。ネットを通じたシニア向けビジネスのパイオニア企業の一つ。
その後、シニア向け事業に加えて子育て層や子供向けの事業に進出。2008年に、子供と遊び場所を探す保護者の悩みを解決するサービスとして「子どもとお出かけ情報サイト『いこーよ』」をスタート。

## 沿革
- 2003年6月4日  創業者の下元敬道が26歳で独立し、「アクトインディ株式会社」を設立
- 2003年7月  日本で最初期に、ネットを通じて葬儀会社を紹介する事業「葬儀サポートセンター」を開設
- 2005年11月  「ついのすみか」を開設
- 2008年12月  子どもとお出かけ情報「いこーよ」を開設
- 2012年3月  「エンディングパーク」を開設（現「ここからはじまるエンパーク」）
- 2014年12月 「葬儀サポートセンター」のサービスを終了
- 2015年7月　日齢通知サービス「BetterDays」スタート
- 2016年７月　アプリ版「いこーよ」をスタート
- 2017年4月　子会社としてせいざん株式会社をスタート。 創業以来のシニア事業部のサービスを移管
- 2018年4月　従業員増加に伴いオフィスをJR五反田駅前の「ヒューリック五反田ビル」に移転。
- 2018年8月8日　アプリ版「いこーよ」を全面リニューアル（iOS版を先行リニューアル）。
- 2020年4月　子育てサイト「未来へいこーよ」をスタート。
- 2020年　オフィスを五反田TOCビルに移転。
- 2021年　旅行情報サイト「いこーよとりっぷ」をスタート
- 2022年　オフィスを三田国際ビルに移転。

## サービス
- 子どもとお出かけ情報サイト「いこーよ」

- 子どもとお出かけ情報アプリ「いこーよ」（iOS版)
- 子どもとお出かけ情報アプリ「いこーよ」（Android版)
- おでかけコンシェルジュ「いこレポ」
- 日齢通知サービス「BetterDays」
- 「ここからはじまるエンパーク」
- 子育てサイト「未来へいこーよ」
- 旅行情報サイト「いこーよとりっぷ」